# Килијан Мбапе
Килијан Санми Мбапе Лотен (фр. Kylian Sanmi Mbappé Lottin; Бонди, 20. децембар 1998) француски је фудбалер. Тренутно наступа за Реал Мадрид и репрезентацију Француске на позицији нападача.

## Биографија
Мбапе је фудбалом почео да се бави 2004. године, у Бондију, гдје је тренер био његов отац Вилфред. Прешао је у академију Клерефонтен, гдје је пружао добре партије и заинтересовао бројне француске клубове, као и Реал Мадрид и Валенсију, који су покушали да га доведу. Са 11 година отишао је на пробу у Челси, у омладински тим и одиграо је утакмицу против Чарлтона. Ипак одлучио се за прелазак у Монако 2013, где је био до 2015. године, када је прешао у први тим и почео професионалну каријеру.
Првом тиму је прикључен у сезони 2016/17, у којој је Монако освојио титулу, прву послије 17 година. Мбапе је добио награду за најбољег младог фудбалера Лиге 1 за 2017. годину. У августу 2017. послат је на позајмицу у Париз Сен Жермен, који је касније откупио његов уговор за 180 милиона евра, чиме је постао други најскупљи фудбалер свих времена. Након што је дошао у Париз Сен Жермен, постао је дио нападачког трија, који су чинили још Нејмар и Единсон Кавани.
Нашао се међу 30 номинованих за златну лопту 2017, поставши тако најмлађи кандидат за најбољег фудбалера године у историји. Исте године, добио је награду златни дјечак, за најбољег младог фудбалера, испред Усмана Дембелеа и Габријела Жезуса. Са Париз Сен Жерменом освојио је три титуле првака Француске, два Купа, а играо је и финале Лиге шампиона у сезони 2019/20. Проглашен је за најбољег фудбалера Лиге 1 у сезони 2018/19, а у сезонама 2018/19. и 2019/20. био је најбољи стријелац лиге. У фебруару 2021. постигао је три гола против Барселоне у првој утакмици осмине финала Лиге шампиона, захваљујући чему је стигао на треће мјесто вјечне листе стријелаца Париз Сен Жермена, иза Каванија и Златана Ибрахимовића. Почетком марта 2023. постао је најбољи стријелац Париз Сен Жермена, престигавши Каванија.
За репрезентацију Француске дебитовао је у марту 2017. године, након што је претходно био члан селекција Француске до 17 и 19 година. Са репрезентацијом Француске до 19 година освојио је Европско првенство 2016. године. Мбапе је постигао пет голова на првенству и нашао се у идеалном тиму првенства. На Свјетском првенству 2018, постигао је гол против Перуа, поставши тако најмлађи фудбалер Француске који је постигао гол на Свјетском првенству. Француска је освојила титулу, док је Мбапе првенство завршио са четири постигнута гола, укључујући и гол у финалу против Хрватске, поставши тако други тинејџер након Пелеа који је постигао гол у финалу Свјетског првенства. Добио је и награду за најбољег младог играча на првенству. На Европском првенства 2020, Француска је изгубила од Швајцарске 5:4 на пенале, а Мбапе је промашио пенал у одлучујућој серији.

### Репрезентативна статистика
Ажурирано 23. марта 2025.
| Репрезентација | Година | Наступи | Голови |
| -------------- | ------ | ------- | ------ |
| Француска      |        |         |        |
| 2017.          | 10     | 1       |        |
| 2018.          | 18     | 9       |        |
| 2019.          | 6      | 3       |        |
| 2020.          | 5      | 3       |        |
| 2021.          | 14     | 8       |        |
| 2022.          | 13     | 12      |        |
| 2023.          | 9      | 10      |        |
| 2024.          | 11     | 2       |        |
| 2025.          | 4      | 2       |        |
| Укупно         | Укупно | 90      | 50     |

## Највећи успјеси

### Монако
- Првенство Француске (1) : 2016/17.

### Пари Сен Жермен
- Првенство Француске (6) : 2017/18, 2018/19, 2019/20, 2021/22, 2022/23, 2023/24.
- Куп Француске (4) : 2017/18, 2019/20, 2020/21, 2023/24.
- Лига куп Француске (2) : 2017/18, 2019/20.
- Суперкуп Француске (4) : 2019, 2020, 2022, 2023.
- Лига шампиона : финале 2019/20.

### Реал Мадрид
- УЕФА суперкуп (1) : 2024.
- ФИФА Интерконтинентални куп (1) : 2024.

### Француска
- Свјетско првенство (1) : 2018.
- УЕФА Лига нација (1) : 2020/21.
- Европско првенство у фудбалу до 19 година (1) : 2016.